# Wiesław Walendziak
Wiesław Waldemar Walendziak (ur. 28 listopada 1962 w Gdańsku) – polski polityk, dziennikarz, publicysta i menedżer. W latach 1993–1996 prezes Telewizji Polskiej, minister-członek Rady Ministrów w rządzie Jerzego Buzka, poseł na Sejm III i IV kadencji.

## Życiorys
W 1981 został absolwentem III Liceum Ogólnokształcącego im. Bohaterów Westerplatte w Gdańsku. W 1987 ukończył studia na Wydziale Humanistycznym Uniwersytetu Gdańskiego na kierunku historia. W latach 80. był uczestnikiem opozycyjnego Ruchu Młodej Polski oraz Niezależnego Zrzeszenia Studentów w środowisku akademickim Trójmiasta. Pod koniec lat 80. dołączył do zespołu redakcyjnego bezdebitowego pisma RMP „Polityka Polska”. W latach 1987–1989 wraz z innymi działaczami trójmiejskiej opozycji pracował w Spółdzielni Robót Wysokościowych.
W listopadzie 1989 został redaktorem naczelnym tygodnika „Młoda Polska”. Funkcję tę pełnił do 1991. Od 1991 do 1993 był redaktorem Agencji Filmowej „Profilm”. W tym czasie prowadził w TVP programy publicystyczne Bez znieczulenia i Lewiatan, które wyróżnione zostały telewizyjną nagrodą Wiktora.
W 1993 pełnił funkcję dyrektora programowego, a następnie dyrektora generalnego Polsatu. W 1994 został prezesem zarządu TVP. Stanowisko to zajmował do 1996. W okresie jego prezesury istotną rolę w TVP zaczęło odgrywać skupione wokół niego środowisko młodych działaczy i dziennikarzy katolickich, nazywanych „pampersami”. Na antenie pojawiły się prowadzone przez tych dziennikarzy programy, takie jak Puls dnia czy Fronda.
Po odejściu z TVP zaangażował się w działalność polityczną. Brał udział w tworzeniu Akcji Wyborczej Solidarność. W wyborach parlamentarnych w 1997 odpowiadał za kampanię medialną AWS. W wyborach tych po raz pierwszy uzyskał mandat poselski. W rządzie Jerzego Buzka został ministrem-członkiem Rady Ministrów, pełniącym funkcję szefa Kancelarii Prezesa Rady Ministrów. W marcu 1999 zrezygnował z funkcji szefa KPRM, odrzucił również propozycję przyjęcia stanowiska ministra kultury. Z częścią dawnego środowiska „pampersów” zaangażował się w tworzenie Telewizji Familijnej mającej być przeciwwagą dla uznawanej za opanowaną przez lewicę TVP. W wyborach prezydenckich w 2000 odpowiadał za kampanię medialną Mariana Krzaklewskiego. Uczestniczył w spotkaniach Opus Dei.
W 2001 po raz drugi został wybrany na posła, startując w okręgu gdyńsko-słupskim z listy Prawa i Sprawiedliwości. W Sejmie IV kadencji pełnił funkcję przewodniczącego Komisji Skarbu Państwa, Uwłaszczenia i Prywatyzacji. W marcu 2004 zrezygnował z mandatu i wycofał się z polityki.
W 1990 był członkiem Zjednoczenia Chrześcijańsko-Narodowego. Od 1990 do 1992 należał do Koalicji Republikańskiej, zaś od 1992 do 1994 do Partii Konserwatywnej. Do działalności partyjnej powrócił po odejściu z TVP. Od 1998 od 2001 pełnił funkcję wiceprezesa Stronnictwa Konserwatywno-Ludowego. W 2001 wraz z grupą innych członków SKL przeciwnych współpracy z Platformą Obywatelską utworzył Przymierze Prawicy. Rok później wraz z całym Przymierzem Prawicy wstąpił do PiS. Zrezygnował z funkcji partyjnych w 2003.
Po rezygnacji z mandatu poselskiego zaangażował się w przedsięwzięcia biznesowe. Był prezesem powołanej z inicjatywy Polsatu i TVN spółki Polski Operator Telewizyjny. W 2005 objął stanowisko wiceprezesa zarządu Prokom Investments. Z ramienia tej spółki zasiadł w radzie nadzorczej producenta insuliny Bioton. Został także przewodniczącym rady nadzorczej Zespołu Elektrowni Pątnów-Adamów-Konin. W 2024 został powołany w skład zarządu Polsatu.
Autor tekstów z dziedziny historii i polityki; publikował m.in. w „Bratniaku” (piśmie Ruchu Młodej Polski), „Dzienniku Bałtyckim”, „Gazecie Wyborczej”, „Nowym Państwie”, „Rzeczpospolitej”, „Wprost”, „Życiu” i „Życiu Warszawy”. W 2003 wraz z Kazimierzem Marcinkiewiczem założył Instytut Środkowoeuropejski, wydawcę dwumiesięcznika „Międzynarodowy Przegląd Polityczny” redagowanego przez Konrada Szymańskiego. Zaangażował się w działalność na rzecz niepodległości Tybetu oraz obrony praw człowieka. Został członkiem Komitetu Wspierania Muzeum Historii Żydów Polskich Polin w Warszawie.

## Odznaczenia i wyróżnienia
W 2009, za wybitne zasługi w działalności na rzecz przemian demokratycznych w Polsce, za osiągnięcia w podejmowanej z pożytkiem dla kraju pracy zawodowej i społecznej, został odznaczony Krzyżem Oficerskim Orderu Odrodzenia Polski.
Laureat Nagrody Kisiela z 1990.